# Milejszeg
Milejszeg là một thị trấn thuộc hạt Zala, Hungary. Thị trấn này có diện tích 9,08 km², dân số năm 2010 là 369 người, mật độ 41 người/km².